# Arista Records
Arista Records var ett amerikanskt skivbolag som ägdes helt av Sony Music. Skivbolaget grundades 1974 av Clive Davis som tidigare hade arbetat för CBS Records (vilket senare kom att bli Sony Music Entertainment). Agenten Clive Davis fann i början på 80-talet Whitney Houston vilken var den artist som blev kommersiellt mest framgångsrik. Nyare artister som bidragit till framgång för Arista Records är bland andra Avril Lavigne, Toni Braxton, Outkast, Usher och Pink. De hade också fler framgångar på 80-talet, till exempel när de skrev kontrakt med Rob Pilatus och Fab Morvan 1988 för att bilda gruppen Milli Vanilli, som hade enormt stora framgångar i slutet på 80-talet.
Den 7 oktober 2011 lades skivbolaget ner och alla artister med kontrakt till bolaget flyttades till RCA Records.